# Delphine Gardey
Delphine Gardey est une historienne et sociologue française.
Professeure d'histoire contemporaine à l'Université de Genève, en Suisse, et directrice de l'Institut des études genre à la Faculté des sciences de la société, elle est actuellement membre du comité de rédaction de la revue Travail, Genre, Sociétés, GDRE, Genre et marché du travail, et membre du Laboratoire Genre, Travail, Mobilités. Ses travaux portent principalement sur l'histoire de la construction des sciences et des techniques, les théories féministes, ou encore la place des femmes dans l'histoire et la société en général.

## Vie professionnelle
Delphine Gardey est chercheuse au Centre de recherche en histoire des sciences et des techniques de 1995 à 2006 au sein d'un groupe de recherche financé par la Cité des sciences et de l'industrie de Paris, le CNRS et l'École des hautes études en sciences sociales (EHESS). Elle est maîtresse de conférence à l'Université Paris-VIII jusqu'en 2008.
En 2009, elle devient professeure de sociologie à l'Université de Versailles-Saint-Quentin en Yvelines
Elle est nommée en 2009 professeure ordinaire d'histoire contemporaine à l’Université de Genève,, ainsi que directrice du master et du doctorat en études de genre. De 2010 à 2012, elle est  vice-doyenne de la faculté des sciences économiques et sociales à l'Université de Genève, puis vice-doyenne de la Faculté des Sciences de la société de 2014 à 2016. De 2009 à 2017, elle occupe la place de directrice de l'Institut des Études genre au sein de cette même Université ; elle est aussi directrice de l'école doctorale romande en études de genre depuis 2021,.
Ses travaux portent sur l’histoire du travail des femmes, l’histoire sociale des techniques, l’histoire de l’écriture et des technologies de l’information, l’histoire du bureau et des économies tertiaires. Elle a par exemple étudié le développement du métier de dactylographe de 1890 à 1930, ainsi que la taylorisation du travail de bureau, qui, selon elle, a dévalorisé ce type de travail et entraîné une féminisation d'un secteur auparavant plutôt occupé par les hommes,. Elle s'intéresse à la façon dont des innovations cognitives et matérielles ont été à l'origine à la fin du XIXe siècle d'une « révolution administrative ». Elle étudie comment l'évolution technologique a redéfini les rôles sociaux et culturels. Elle travaille sur les questions liant genre et science, genre et technologies de l’information et de la communication,. Elle a mis à disposition des chercheurs français les études des sciences réalisées au niveau international en proposant de croiser ces études avec des questionnements sur le genre. En 2004, le CNRS lui a demandé un rapport sur « les enjeux des recherches sur le genre et le sexe ». Selon Françoise Thébaud, Delphine Gardey a apporté des éléments qui peuvent contribuer à une reconnaissance des études sur les femmes et le genre.

## Politique du clitoris(essai)
Dans cet essai, Delphine Gardey affirme que le clitoris a été victime d’une science influencée par les enjeux sociaux et politiques et qui crée la connaissance ou la méconnaissance selon les intérêts en jeu. La science a longtemps été sexiste et n’a pas étudié le clitoris car il n’est pas utile dans la reproduction. L'autrice explore le sujet en trois parties : ClitOccident, Clito d’ici. ; ClitOrientaux, Clito d’ailleurs, néo- et post-coloniaux ; Clit-today : clitartefact, clito straight, lesbien ou queer ? 
Sa lecture historique vise à montrer à quel point les connaissances sur le clitoris ont été brimées pour empêcher les femmes de se connaître et de s’émanciper,. Elle rappelle qu’au XVIe siècle, ce que Thomas Laqueur a appelé le « sexe unique » fait du clitoris un « en trop » ; au XVIIe siècle le clitoris est vu comme un petit pénis ; et, dans les deux cas, c’est un danger pour l’ordre social car les femmes ne doivent pas devenir supérieures aux hommes. Surtout, au XIXe siècle en Occident, on pratique des clitoridectomies, pour empêcher la sexualité clitoridienne (non pénétrative et donc sans nécessiter un homme), alors que l’Occident se positionne comme supérieur à l’Orient qui pratique l'excision et étudie le sexe des femmes colonisées dans un but différentialiste, pour définir ces femmes comme soumises à leurs pulsions.
En effet, l’autrice montre qu’il y a des similitudes dans le traitement du clitoris et de la jouissance féminine en Occident et en Orient, qui pratiquent la même opération, car le clitoris est toujours une menace pour le pouvoir des hommes. Le pouvoir patriarcal s’exprime donc par le biais de la médecine, des actes chirurgicaux, de la psychanalyse, mais aussi par la diffusion ou non des savoirs. Il y a donc un lien entre les savoirs et le pouvoir, comme l’a montré Michel Foucault.
De même, à partir du XIXe siècle, les sciences distinguent nettement le sexe masculin et le sexe féminin, et imposent l'hétéronormativité face à ce qui est défini comme de la perversion. Ainsi, la médecine se permet de réassigner les personnes dites hermaphrodites car possédant un clitoris de grande taille, et, à l’entre-deux-guerres, ouvre une clinique de la transsexualité pour pratiquer des opérations de changement de sexe qui conforment les personnes à l'hétérosexualité. Les chirurgiens deviennent les garants de l’ordre social.
Delphine Gardey explore aussi l’émancipation des femmes des savoirs gynécologiques masculins par les féministes des années 1970. Elles désindexent la sexualité féminine de la reproduction et de la maternité, se réapproprient leur corps. Le clitoris devient l’organe de l’identité féminine, il permet de se libérer du joug masculin. Et, pour l'autrice, les femmes doivent prendre possession de leur corps, mais aussi de leur combat. Ainsi, elle rappelle que les féministes se mettent dans une posture néocolonialiste en parlant pour les femmes victimes d’excision et qu’on ne doit pas les « émanciper » de force, qu'elles doivent parler pour elles-mêmes, pour ne pas reproduire de domination.
De nos jours, les réseaux sociaux sont une bonne manière de brandir cet organe et de s’affirmer. Selon elle, cela permettra aux petites filles d’aujourd’hui de changer la culture de demain, qu’elle soit moins patriarcale car les femmes auront une place dans la société. Les nouvelles connaissances, sont une façon d’apprendre et de redonner du pouvoir aux femmes sur leur vie intime et sexuelle. L’exposition du clitoris donne donc une capacité d’agir.
Mais des revers sont possibles, selon Delphine Gardey, dans la mesure où l’exposition du clitoris et du sexe féminin en général a été rattrapé par le capitalisme, on impose toujours aux femmes de modifier leur corps et cela même dans la sphère la plus intime ; comme l'illustre la nouvelle mode de la nymphoplastie qui permet de créer une femme idéalisée et reproduit les normes de genre. La médecine reste donc prescriptive, normative et vise à standardiser les corps. C’est un biopouvoir.
Delphine Gardey montre d’ailleurs que les féministes queer s’opposent à cette focalisation du clitoris comme organe de l’émancipation sexuelle et politique des femmes, car, pour elles, la biologie est politique, faite pour fabriquer une femme inférieure à l’homme. Ainsi, pour Judith Butler, il faut sortir des constructions culturelles et sociales et donc de l’anatomie qui est mise au service de la norme pour se créer soi-même, par des pratiques et usages du corps différents ; et il faut que le genre devienne un choix et non une imposition.

## Publications

### Ouvrages
- La dactylographe et l’expéditionnaire. Histoire des employés de bureau (1890-1930)[7], Paris, Belin, 2001.
- Écrire, calculer, classer. Comment une révolution de papier a transformé les sociétés contemporaines (1800-1940), Paris, La Découverte, Collection textes à l’appui. Anthropologie des sciences et des techniques, 2008.
- Le Linge du Palais-Bourbon : corps, matérialité et genre du politique à l’ère démocratique[7], Lormont, éditions Le Bord de l’Eau, 2015.
- Politique du clitoris, éditions Textuel, 2019.

### Codirection et participation à des ouvrages collectifs
- avec Ilana Löwy (dir.), L’invention du naturel. Les sciences et la fabrication du féminin et du masculin, Paris, éditions des Archives contemporaines, 2000.
- avec Chabaud-Rychter Danielle, L’engendrement des choses. Des hommes, des femmes et des techniques, Paris, éditions des Archives contemporaines, 2002.
- Le féminisme change-t-il nos vies ?, Paris, Textuel, 2011.
- avec Kraus Cynthia (dir.), Politiques de coalition. Penser et se mobiliser avec Judith Butler. Politics of Coalition. Thinking Collective Action with Judith Butler, Zurich, Éd. Seismo, 2016.
- avec Vuille Marilène (dir.), Les sciences du désir. La sexualité féminine de la psychanalyse aux neurosciences, Lormont, Le Bord de l’eau, 2018.
- MADAM, Manuel d'auto-défence à méditer, collection "Écriture de spectacle", Deuxième époque, 2023

### Direction de numéros ou dossiers de revues
- « Histoires de pionnières », Travail, Genre et Sociétés, 4, Paris. éditions L'Harmattan, p. 29-120, 2000.
- avec Alonzo Philippe, Angeloff Tania, « Prostitution : marchés et organisations », Travail, Genre et Sociétés, no 10, novembre, Paris, éditions L'Harmattan, p. 27-146, 2003.
- « La (non) fabrique de la parité : retours sur la campagne législative de juin 2002 , Travail, Genre et Sociétés», no 11, avril, Paris, éditions L'Harmattan, p. 122-162, 2004.
- avec Cacouault Marlaine (dir.), « Actes du colloque international «Science, recherche et genre» organisé par D. Gardey à la Cité des sciences et de l'industrie, Paris, (22 contributions), Les Cahiers du GDRE Mage, Paris, 2005.
- avec Cacaouault Marlaine (dir.), « Sciences, recherche et genre », Travail Genre et Société, no 14, Paris, éditions L'Harmattan, 2005.
- « Controverse » sur le livre de Luc Boltanski, La condition fœtale. Sociologie de l’engendrement, Travail, Genre et Sociétés, no 15, Paris, éditions L'Harmattan, 2006.

### Rapports
- « Enjeux des recherches sur le genre et le sexe », rapport rédigé à la demande du conseil scientifique du CNRS, 2000[25].